# 데와촌 (야마가타현)
데와촌(出羽村)은 야마가타현 히가시무라야마군에 설치되었던 촌이다.